# Фјероцо
Фјероцо (итал. Fierozzo) је насеље у Италији у округу Тренто, региону Трентино-Јужни Тирол.
Према процени из 2011. у насељу је живело 441 становника. Насеље се налази на надморској висини од 1122 м.

## Становништво
Према резултатима пописа становништва 2011. у општини је живело 481 становника.
| 1931. | 1936. | 1951. | 1961. | 1971. | 1981. | 1991. | 2001. | 2011. |
| ----- | ----- | ----- | ----- | ----- | ----- | ----- | ----- | ----- |
| 678   | 665   | 601   | 552   | 447   | 438   | 437   | 441   | 481   |